# Myrioblephara
Myrioblephara är ett släkte av fjärilar. Myrioblephara ingår i familjen mätare.

## Bildgalleri

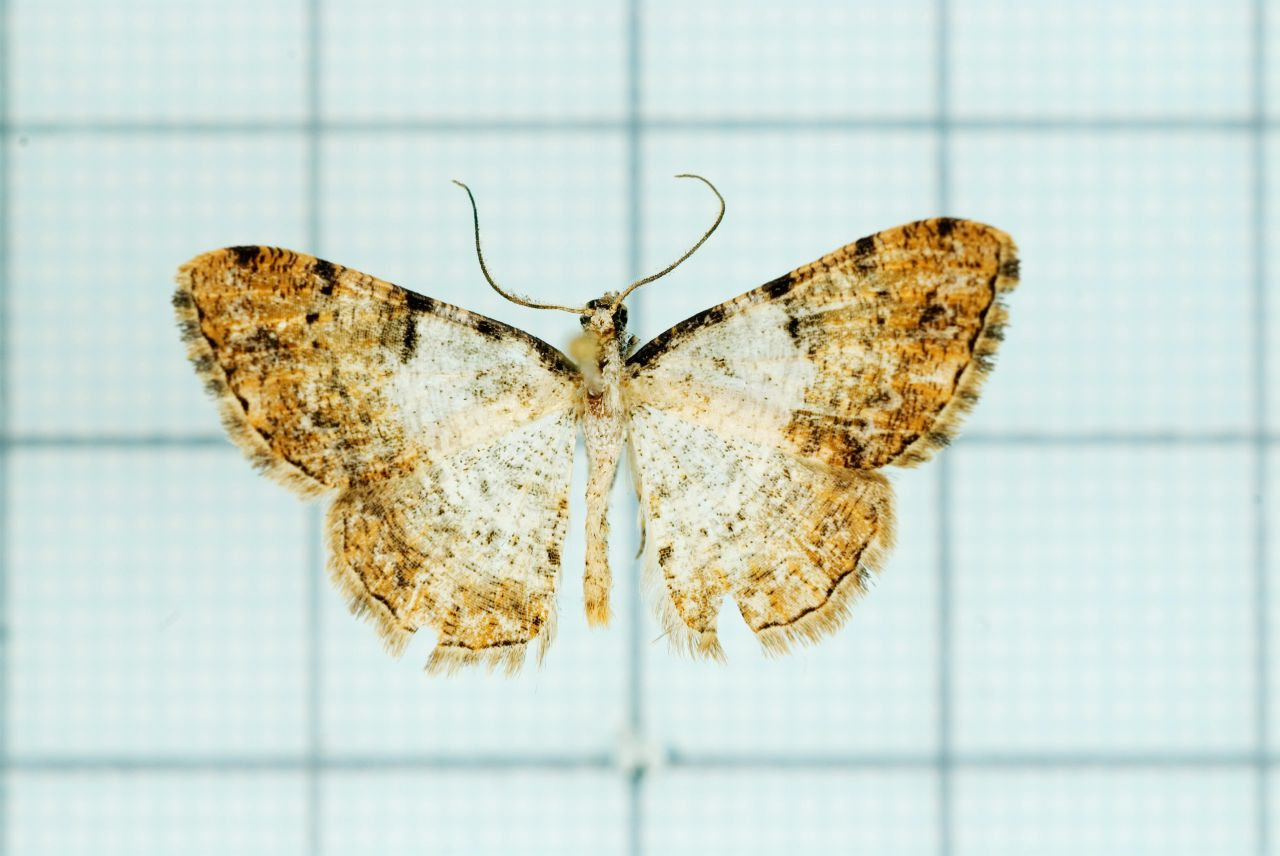

## Dottertaxa tillMyrioblephara, i alfabetisk ordning[1]
- Myrioblephara adumbrata
- Myrioblephara albidata
- Myrioblephara albipunctata
- Myrioblephara albiviridis
- Myrioblephara apicata
- Myrioblephara boarmioides
- Myrioblephara brunnea
- Myrioblephara brunnescens
- Myrioblephara callichlora
- Myrioblephara chogadoides
- Myrioblephara cilicornaria
- Myrioblephara cnecobathra
- Myrioblephara confusa
- Myrioblephara contradicta
- Myrioblephara decoraria
- Myrioblephara defulvata
- Myrioblephara desumpta
- Myrioblephara dinawana
- Myrioblephara duplexa
- Myrioblephara embolochroma
- Myrioblephara eoduplexa
- Myrioblephara fasciata
- Myrioblephara fenchihuana
- Myrioblephara feraria
- Myrioblephara finitima
- Myrioblephara flavisecta
- Myrioblephara flexilinea
- Myrioblephara fulvivena
- Myrioblephara idaeoides
- Myrioblephara impleta
- Myrioblephara inquinata
- Myrioblephara isombra
- Myrioblephara kiangsuensis
- Myrioblephara lacteata
- Myrioblephara ligdiodes
- Myrioblephara lucidata
- Myrioblephara lushanalis
- Myrioblephara macariata
- Myrioblephara mediobscura
- Myrioblephara meseres
- Myrioblephara minima
- Myrioblephara miscellanea
- Myrioblephara mixticolor
- Myrioblephara mollis
- Myrioblephara muscosa
- Myrioblephara nigrilinearia
- Myrioblephara olivacea
- Myrioblephara pallidipars
- Myrioblephara paralucidata
- Myrioblephara pergrisea
- Myrioblephara polytrochia
- Myrioblephara proximata
- Myrioblephara rubrifusca
- Myrioblephara signata
- Myrioblephara simplaria
- Myrioblephara submarginata
- Myrioblephara subtrita
- Myrioblephara tranostigma
- Myrioblephara transcendens
- Myrioblephara trifaria
- Myrioblephara vivida
- Myrioblephara xanthozonea